# Aeroportul Okushiri
Aeroportul Okushiri (IATA: OIR, ICAO: RJEO) este un aeroport din Okushiri⁠(d), Okushiri district⁠(d), Hiyama Subprefecture⁠(d), Prefectura Hokkaidō, Japonia. Aeroportul a fost tranzitat în decembrie 2020 de 290 de pasageri. A fost numit după Okushiri⁠(d).
Situat la o altitudine de 49 m, aeroportul dispune de o singură pistă.